# Пасынкевич, Станислав
Станислав Пасынкевич (пол. Stanisław Pasynkiewicz, род. 28 марта 1930 года, Владимир, ум. 15 ноября 2021 года) — польский химик, профессор химических наук, преподаватель и ректор (1973—1981) Варшавского политехнического университета, член-корреспондент Польской академии наук.

## Биография
Родился в 1930 году во Владимире на Волыни. Его родителями были Войцех Пасынкевич и Ольга Лишын. В 1948 году вступил в Польскую объединённую рабочую партию (ПОРП).
В 1950 году получил аттестат зрелости, закончив Лицей им. Тадеуша Косцюшки в Торуни, после чего поступил на Химический факультет Варшавского политехнического института. В 1956 году получил диплом инженера-магистра, его дипломная работа называлась: «Окисление акролеина до акриловой кислоты на ванадиевом катализаторе».
В 1955 году стал ассистентом на кафедре Органической технологии университета. В 1960 году получил степень доктора химических наук, докторская диссертация называлась: «Реакции металлического алюминия с алкилхлоридами с получением алюминий-органических соединений для полимеризации с этилом безнапорным методом». Хабилитацию получил в Силезском политехническом университете в Гливицах в 1965 году. В 1970 году был номинирован на ассоциированного профессора, а через 5 лет на ординарного профессора.
В 1970 году стал директором Института химии и органической технологии, и оставался в этой должности до 1973 года, а затем ряд лет заведующим кафедрой гомогенного катализа и металлоорганической химии. В 1969—1971 годах был деканом Химического факультета Варшавского политехнического университета.
В 1973—1981 годах был ректором Варшавского политехнического университета. Подал в отставку с этой должности в январе 1981 года на волне протестов студенческой «Солидарности». В период его правления в университете наступило быстрое развитие научно-педагогических кадров, были созданы три института — Институт химического машиностроения, Институт материаловедения и Институт транспорта, а также реализовано несколько крупных проектов, например построены корпуса инженерно-строительного и санитарно-технического факультетов.
Сотрудничал с большим количеством научных заведений в Польше — с Польской академией наук, Польским химическим обществом, и за её пределами — Central Institut für Organische Chemie в Берлине, Институт элементоорганических соединений в СССР/России, и ВУЗами: University of Amherst и Georgia Technology University в США.
Объем исследований С. Пасынкевича касался в основном металлоорганических соединений, гомогенных катализаторов и механизмов реакций. В 1959—1995 годах С. Пасынкевич запатентовал более 40 изобретений. Под его руководством защищены 34 докторские диссертации, 10 человек получили хабилитацию, а 4 студента получили звание профессора.
Несколько раз избирался секретарём университетского комитета Польской объединенной рабочей партии в 1951—1967 гг. В 1975—1981 годах он был последовательно заместителем члена и членом Варшавского комитета Польской объединенной рабочей партии, а с 1979 по 1981 год членом исполкома этого комитета.
Одновременно работал в Институте промышленной химии им. профессора Игнацы Мосьцицкого.
В 1976 году стал членом-корреспондентом ПАН (Польская Академия Наук). Также был членом Польского химического общества, а с 2001 года почётным президентом Федерации европейских химических обществ.

## Должности
- 1955 ассистент кафедры Органической технологии Варшавского политехнического университета;
- 1969/1970-1970/1971 декан Химического факультета Варшавского политехнического университета.
- 1970 директор Института химии и органической технологии;
- Заведующий кафедрой гомогенного катализа и металлоорганической химии;
- 1973/1974-1980/1981 ректор Варшавского политехнического университета[5];

## Членство
- С 1948 член ПОРП (Польская Объединённая Рабочая Партия);
- С 1976 член-корреспондент ПАН (Польская Академия Наук);
- 1972—1980 научный секретарь Комитета химических наук ПАН;
- Глава секции метало-органической химии;
- С 1971 член Международного исследовательского комитета конференции метало-органической химии;
- Член редакционных советов журналов: с 1990 «Main Group Metal Chemistry», с 1993 «Journal of Organometallic Chemistry»[5];

## Награды и премии
- 1946 Золотой Крест Заслуги;
- 1974 Офицерский крест ордена Возрождения Польши;
- 1975 Кавалер ордена Академических пальм (Франция);
- 1975 Медаль Академии наук ГДР;
- Почётная медаль Федерации европейских химических обществ;
- Почётное звание и знак «Заслуженный учитель ПНР»;
- 1962 награда Польского химического общества;

Много раз отмечался наградами и грамотами научного секретаря ПАН и министра народного образования.

## Важнейшие публикации
Автор:
- «Preparatyka związków metaloorganicznych» — Warszawa 1993;

Соавтор:
- «Principles and advances in molecular catalysis» — Wrocław 1993;
- «Organometallics and molecular catalysis» — Wrocław — Poznań 1996;
- «Metal clusters in chemistry» — Wiley — VCH 1999;

Автор более 220 научных статей.